# Гомериды
Гомери́ды — согласно одной схолии к Пиндару, в древности гомеридами назывались потомки Гомера, а в дальнейшем так стали называться и рапсоды вообще. На острове Хиос имя гомеридов носил род, считавший Гомера своим основоположником; члены этого рода были певцами поэм Гомера.
Единственный известный по имени гомерид — Кинеф Хиосский, который, по преданию, вставил в произведения Гомера много собственных стихов. Впоследствии словом «гомериды» обозначались поэты, которые, по мнению многих исследователей, являлись позднейшими авторами разных отрывков «Одиссеи» и «Илиады». Платон в «Федре» упоминает об исполнении гомеридами апокрифических (отвергнутых) песен, не входивших в принятые изводы гомеровских поэм.